# 項復弘
項復弘（1555年—？），字惟重，號任寰、士寰，浙江台州府臨海縣人，民籍，明朝政治人物。

## 生平
萬曆七年（1579年）己卯科浙江鄉試第六十三名，萬曆八年（1580年）庚辰科會試第二百三十二名，登三甲第十五名進士。兵部觀政，授河间府推官，十三年行取，丁父憂归乡。十五年起升吏部主事，十七年养病。後补验封司主事，二十一年升考功司员外郎，本年调文选司，不久因推升官员忤旨，被革职为民。

## 家族
曾祖項匡，弘治壬戌進士，曾任南京太常寺博士；祖父項廉，累贈中憲大夫永州府知府；父項思教，曾任湖廣按察司副使。母朱氏（累封恭人）。